# Тийнен
Тийнен (на нидерландски: Tienen) е град в Централна Белгия, окръг Льовен на провинция Фламандски Брабант. Намира се на 17 km югоизточно от град Льовен. Известен е в страната като център на преработката на захарно цвекло. Населението му е около 31 800 души (2006).